# The New Frontier
The New Frontier (Brasil: Terras Virgens / Portugal: Polícia de Fronteira) é um filme norte-americano de 1935, do gênero faroeste, dirigido por Carl Pierson e estrelado por John Wayne e Muriel Evans.

## A produção
Rodada em Lone Pine, esta é a segunda película de John Wayne para a Republic Pictures. Embora a equipe seja praticamente a mesma de seus faroestes B anteriormente distribuídos pela Monogram, este já apresenta um orçamento maior. Ainda assim, foram aproveitadas diversas cenas de The Red Raiders (1927), estrelado por Ken Maynard.
The New Frontier é o segundo filme dirigido pelo editor Carl Pierson. O anterior, Paradise Canyon, também tem o elenco encabeçado por John Wayne. Ele só dirigiria mais uma vez, o também faroeste B The Singing Vagabond, com o cowboy cantor Gene Autry. Todas essas produções são de 1935
Em 1939, Wayne, como um dos integrantes do trio western The Three Mesquiteers, estrelou New Frontier, filme que, apesar do título, não é um remake deste.

## Sinopse
John Dawson chega à cidade de Frontier, onde seu pai, o xerife Mil Dawson, foi assassinado por Ace Holmes, o dono do saloon. Para levar o criminoso à justiça, John pede a ajuda do fora-da-lei Kit, que se tornara seu amigo quando ele liderava uma pequena caravana.

## Elenco
| Ator/Atriz         | Personagem          |
| ------------------ | ------------------- |
| John Wayne         | John Dawson         |
| Muriel Evans       | Hanna Lewis         |
| Warner Richmond    | Ace Holmes          |
| Alan Bridge        | Kit                 |
| Sam Flint          | Milt Dawson         |
| Murdock MacQuarrie | Tom Lewis           |
| Allan Cavan        | Parson Shaw         |
| Mary MacLaren      | Senhora Shaw        |
| Theodore Lorch     | Joe                 |
| Glenn Strange      | Norton              |
| Philip Kieffer     | Oficial do Exército |
| Frank Ball         | Ted                 |
| Jack Montgomery    | Smokey              |